# 香港特別行政區主要官員
香港特別行政區主要官員，是香港移交後才出現的名詞。根據《香港基本法》，是指特區政府中的所有司長、決策局局長，以及屬於部門首長的高級政府官員或公務員、廉政專員、審計署署長、警務處處長、入境事務處處長和海關關長。任免職務除由行政長官建議，還須得到中華人民共和國國務院（中央人民政府）批准。2002年開始實行之主要官員問責制只包括司長及局長，而作為香港公務員最高的常任秘書長職級雖然較部份部門首長為高，但不屬主要官員。
根據《基本法》第六十一條規定，香港特別行政區的主要官員由在香港通常居住連續滿十五年並在外國無居留權的香港特別行政區永久性居民中的中國公民擔任。

## 現任主要官員 （任期由2022年7月1日至2027年6月30日）
| 司長                       | 司長     |
| -------------------------- | -------- |
| 政務司司長                 | 陳國基   |
| 財政司司長                 | 陳茂波   |
| 律政司司長                 | 林定國   |
| 副司長                     |          |
| 政務司副司長               | 卓永興   |
| 財政司副司長               | 黃偉綸   |
| 律政司副司長               | 張國鈞   |
| 決策局局長                 |          |
| 文化體育及旅遊局局長       | 羅淑佩   |
| 政制及內地事務局局長       | 曾國衞   |
| 財經事務及庫務局局長       | 許正宇   |
| 保安局局長                 | 鄧炳強   |
| 環境及生態局局長           | 謝展寰   |
| 教育局局長                 | 蔡若蓮   |
| 民政及青年事務局局長       | 麥美娟   |
| 創新科技及工業局局長       | 孫東     |
| 發展局局長                 | 甯漢豪   |
| 公務員事務局局長           | 楊何蓓茵 |
| 運輸及物流局局長           | 陳美寶   |
| 勞工及福利局局長           | 孫玉菡   |
| 房屋局局長                 | 何永賢   |
| 醫務衛生局局長             | 盧寵茂   |
| 商務及經濟發展局局長       | 丘應樺   |
| 個別紀律部隊及獨立機關首長 |          |
| 入境事務處處長             | 郭俊峯   |
| 警務處處長                 | 周一鳴   |
| 海關關長                   | 陳子達   |
| 審計署署長                 | 林智遠   |
| 廉政專員                   | 胡英明   |

## 就任誓詞
|  | 我謹此宣誓，本人就任中華人民共和國香港特別行政區政府［職位］，定當擁護《中華人民共和國香港特別行政區基本法》，效忠中華人民共和國香港特別行政區，盡忠職守，遵守法律，廉潔奉公，為香港特別行政區服務。 |

## 外部連結
- 香港政府主要官員 （页面存档备份，存于）